# 邁爾斯·史卓
邁爾斯·詹姆斯·諾柏·史卓（英語：Myles James Noble Straw，1994年10月17日—），為美國職棒大聯盟的外野手，目前效力於多倫多藍鳥。他先前曾效力於太空人與守護者兩隊。2015年美國職棒大聯盟選秀，他在第12輪被太空人選走，並在2018年登上大聯盟。

## 職業生涯

### 休士頓太空人

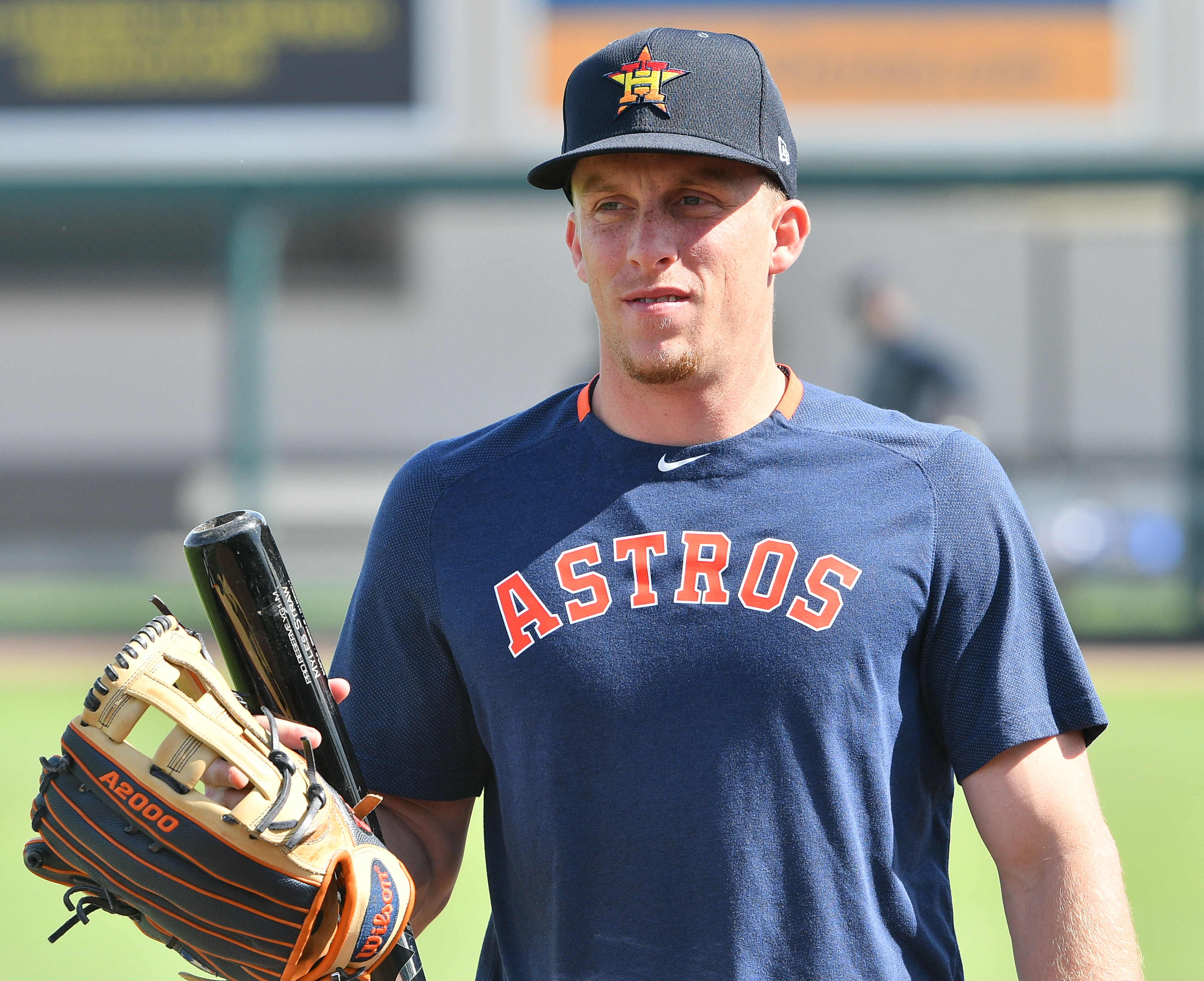
2020年的史卓

2015年美國職棒大聯盟選秀，他在第12輪被太空人選走。他原本打算要繼續就讀大學，不過他最終選擇開啟職棒路。
2018年9月15日，史卓登上大聯盟。他在21日跑回生涯首次得分，29日敲出大聯盟首轟。整季他的打擊率為2成68，並打回7分打點與8次盜壘。隔年他的打擊率為2成07，並打回8分打點與6次盜壘。

### 克里夫蘭印地安人/守護者
2021年7月30日，太空人將史卓交易到印地安人，換來Phil Maton和Yainer Díaz。這年他合計的打擊率為2成71，並敲出4轟與48分打點。
2022年4月9日，史卓和守護者簽下5年2,500萬美元的合約。這年他的打擊率為2成21，在所有符合指定打席數的球員當中，史卓是唯一一個沒有開轟的球員。不過他仍靠著防守拿下金手套獎。

## 外部連結
- 球員資訊和成績在MLB ，ESPN ，Retrosheet ，Baseball Reference ，Baseball Reference (Minors) ，Fangraphs ，The Baseball Cube （英文）